# 完全なるアイドル
「完全なるアイドル」（かんぜんなるアイドル）は、わーすたの1枚目のシングル。2016年9月28日にiDOL Streetから発売された。

## 概要
「CD+Blu-ray+スマプラ・ミュージック&ムービー盤」、「ミュージックカード」7形態(イベント会場/mu-moショップ限定商品)の2種8形態で発売。
「完全なるアイドル」は8月6日に『TOKYO IDOL FESTIVAL 2016』の会場で初披露された。本作ではアートディレクションをもふくちゃんこと福嶋麻衣子が担当。衣装デザインは「うるとらみらくるくるふぁいなるアルティメットチョコびーむ」からの続投で木村優が担当している。
「ぱわわわわん!!! パワーパフ ガールズ」は6月17日に東京ソラマチで開催された『パワーパフガールズ』のイベントで初披露された。「ぱわわわわん!!! パワーパフ ガールズ」は『パワーパフガールズ』の公式ダンス・ミュージックとなっている。
なお、9月3日にTSUTAYA O-EASTで開催されたわーすたの定期ライブ『わーすたランド わ-3』で初披露された「グーチョキパンツの正義さん」は本作での収録が見送られた。
Blu-rayには「完全なるアイドル」のMusic Videoと「ぱわわわわん!!! パワーパフ ガールズ」の公式DANCE VIDEOが収録されている。また、スマプラムービーのPINコードが封入されていて、Blu-rayの映像を無料でスマートフォンにダウンロードことが可能(通信費は別途必要)。なお、一般の配信サイトでも「完全なるアイドル」のMusic Videoと「ぱわわわわん!!! パワーパフ ガールズ」の公式DANCE VIDEOの両方とも販売されている。
スマプラミュージック、ミュージックカード、一般の配信サイトとも、CDに収録されている4曲をダウンロードすることができる。そして、本作ではiDOL Street史上初のハイレゾ音源も配信された。この結果、ハイレゾ音源のみを扱う配信サイトで初めてiDOL Streetの音源が扱われるというケースも生じている。。

## 収録曲

### CD・ミュージックカード・スマプラミュージック
全作詞：鈴木まなか
1. 完全なるアイドル
作曲：鈴木まなか・Hiroki Sagawa、編曲：Hiroki Sagawa
2. ぱわわわわん!!! パワーパフ ガールズ
作曲：鈴木まなか、編曲：Carlos K.
3. 完全なるアイドル(Instrumental)
4. ぱわわわわん!!! パワーパフ ガールズ(Instrumental)

### Blu-ray Disc・スマプラムービー
1. 完全なるアイドル MUSIC VIDEO
2. ぱわわわわん!!! パワーパフ ガールズ 公式 DANCE VIDEO

## 音楽配信

### 先行配信
| 配信日        | 曲名             | 配信サービス | 備考  |
| ------------- | ---------------- | ------------ | ----- |
| 2016年9月21日 | 完全なるアイドル | dwango.jp    | [ 5 ] |

### 本配信
どのサービスも「CD+Blu-ray+スマプラ・ミュージック&ムービー盤」のCDに収録されている4曲が配信されている。
太字の配信サービスはハイレゾ音源を配信している。

## イベント
発売日以降に集中しているが、それまではライブ等のイベント会場で特典会を行っていた。
この期間は「完全なるライブハウスツアー 2016 〜猫耳捨てて走り出すに゛ゃー〜」の開催期間でもあり、週末はある地区に遠征してライブかリリースイベントのどちらかを行うという状況であった。
| 日程           | 公演名                          | 会場                            | 備考                                                   |
| -------------- | ------------------------------- | ------------------------------- | ------------------------------------------------------ |
| 2016年9月16日  | 完全なる予約イベント @HMV       | HMV大宮アルシェ                 | イベント内容は公式HP参照。                             |
| 2016年9月30日  | 完全なるリリイベ @HMV           | ららぽーと豊洲                  | イベント内容は公式HP参照。                             |
| 2016年10月1日  | 完全なるリリイベ @HMV           | HMVエソラ池袋                   | イベント内容は公式HP参照。                             |
| 2016年10月2日  | 完全なるリリイベ @HMV           | 立川髙島屋                      | イベント内容は公式HP参照。                             |
| 2016年10月21日 | 完全なるリリイベ @HMV           | HMV広島本通                     | イベント内容は公式HP参照。                             |
| 2016年10月24日 | 完全なるリリイベ @HMV           | HMV&BOOKSHAKATA                 | イベント内容は公式HP参照。                             |
| 2016年10月30日 | 完全なるリリイベ @HMV           | HMVステラプレイス               | イベント内容は公式HP参照。                             |
| 2016年11月7日  | 完全なるリリイベ @HMV           | HMV栄                           | イベント内容は公式HP参照。                             |
| 2016年11月11日 | 完全なるリリイベ @HMV           | HMV三宮VIVRE                    | イベント内容は公式HP参照。                             |
| 2016年10月15日 | mu-moショップ購入者限定イベント | プレミアヨコハマ プレミアホール | 個別握手会、個別撮影会、グループ撮影会、個別にがおえ会 |

さらに、9月28日から10月10日までコラボカフェ「わーすた presents 完全なるアイドルCafe」を神宮前の「AREA-Q」で期間限定でオープンした。